# Лан (Ардеш)
Лан (фр. и окс. Lemps) — коммуна во Франции, находится в регионе Рона — Альпы. Департамент коммуны — Ардеш. Входит в состав кантона Турнон-сюр-Рон. Округ коммуны — Турнон-сюр-Рон.
Код INSEE коммуны — 07140.
Коммуна расположена приблизительно в 460 км к юго-востоку от Парижа, в 75 км южнее Лиона, в 45 км к северу от Прива.

## Население
Население коммуны на 2008 год составляло 754 человека.
| 1962 | 1968 | 1975 | 1982 | 1990 | 1999 | 2008 |
| ---- | ---- | ---- | ---- | ---- | ---- | ---- |
| 306  | 326  | 348  | 431  | 507  | 572  | 754  |

## Экономика

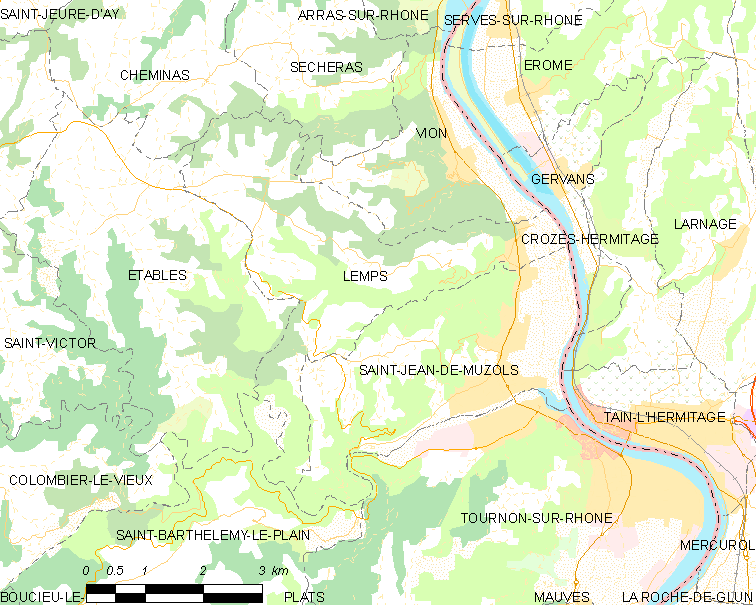
Карта коммуны

В 2007 году среди 494 человек в трудоспособном возрасте (15—64 лет) 379 были экономически активными, 115 — неактивными (показатель активности — 76,7 %, в 1999 году было 75,3 %). Из 379 активных работали 340 человек (190 мужчин и 150 женщин), безработных было 39 (14 мужчин и 25 женщин). Среди 115 неактивных 43 человека были учениками или студентами, 36 — пенсионерами, 36 были неактивными по другим причинам.

## Достопримечательности
- Замок Лан
- Замок Шаваньяк
- Замок Прарон
- Церковь XIX века